# Corea sotto il dominio giapponese
Con Corea sotto il dominio giapponese si indica il periodo di governo giapponese della penisola coreana nel corso del XX secolo.
Nel 1905 la Corea divenne un protettorato giapponese e successivamente, nel 1910, fu completamente annessa come colonia nell'Impero giapponese con il nome di Chōsen. Il dominio coloniale finì ufficialmente con la resa del Giappone nella seconda guerra mondiale il 15 agosto 1945, ma terminò de facto solo con la destituzione del governatore generale giapponese il 12 settembre 1945 e de jure con l'entrata in vigore del trattato di pace di San Francisco il 28 aprile 1952.
In questo modo però la Corea non ottenne l'agognata libertà, ma finì al centro della nascente guerra fredda tra gli interessi degli Stati Uniti d'America e dell'Unione Sovietica, nonché, più tardi, della Repubblica Popolare Cinese. Ciò condusse alla divisione del paese in due stati in corrispondenza del 38º parallelo (Corea del Nord e Corea del Sud), la cui crescente ostilità sfociò nella guerra di Corea.
In Giappone questo periodo coloniale oggi viene chiamato Corea sotto il dominio giapponese (in giapponese 日本統治時代の朝鮮, Nippon Toji-jidai no Chōsen). Nella Corea del Nord e del Sud invece questa fase oggi viene definita come "Periodo di occupazione forzata da parte dell'imperialismo giapponese" (in coreano 일제 강점기?, Ilje GangjeomgiLR, Ilje KangjŏmgiMR) o Periodo dell'imperialismo giapponese (일제 시대?, Ilje SidaeLR).

## Antefatto fino all'annessione della Corea
Corea e Giappone, data la vicinanza, hanno sempre cercato di estendere la loro influenza ognuno a danno dell'altro. Già nel 1420 i coreani provarono ad annettere l'isola di Tsushima durante l'invasione Ōei. Un secolo e mezzo dopo furono i giapponesi a cercare di invadere il vicino.
Dopo l'apertura forzata dei porti giapponesi da parte delle navi statunitensi ed il compimento dei primi passi delle riforme Meiji, vi furono in Giappone spinte per annettersi la Corea: si voleva "fondare un impero come i paesi europei" ed avere delle colonie per acquisire un rango pari a quello delle potenze straniere e non essere dipendenti (Inoue Kaoru). In quel periodo la Corea era uno stato vassallo ed un protettorato autonomo, tributario della Cina della dinastia Qing. Tuttavia per il Giappone era un vantaggio che la Corea all'epoca fosse relativamente debole e per di più isolata, inoltre la Corea offriva un punto di partenza strategicamente ideale per un'ulteriore espansione verso la Cina e la Russia.

### Apertura della Corea fino alla prima guerra sino-giapponese
Nel 1876 il Giappone costrinse con la forza, mediante l'invio di navi da guerra, la firma del trattato di Ganghwa: il "regno d'insediamento" della Corea venne aperto all'economia giapponese e furono stabilite relazioni diplomatiche fra i due stati. Le importazioni di merci e tecnologie, in rapida crescita dopo i trattati commerciali anche con la Cina imperiale e le potenze occidentali, aprirono la Corea a nuove influenze, in particolare della Russia e anche della Germania.

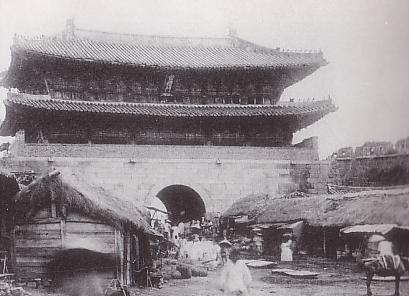
La porta di Namdaemun a Seul verso il 1890.

A causa delle condizioni sociali nella Corea della dinastia Joseon, contrassegnate dalla corruzione e dall'oppressione, nel 1894 scoppiò una rivolta contadina ispirata dalla Tonghak, contro la quale fu invocato l'aiuto cinese. L'intervento cinese, secondo i trattati di Tientsin, dava a sua volta al Giappone il diritto di intervenire, del quale esso fece uso inviando proprie truppe d'intervento. Poiché entrambe le parti ambivano all'egemonia sulla Corea e nessuno dei due stati era disposto a ritirare per primo le proprie truppe dopo la fine provvisoria della rivolta, le tensioni sfociarono nella prima guerra sino-giapponese. Dopo la sconfitta nel 1895, per la Cina imperiale seguì il trattato di pace di Shimonoseki, nel quale essa riconosceva la "piena ed ampia sovranità ed autonomia della Corea", perdendo così il suo status di protettorato e gran parte della sua influenza sulla Corea stessa.
Sotto l'influenza giapponese si attuarono riforme di stampo occidentale: ad esempio, l'abolizione degli esami di stato confuciani per i funzionari, come pure l'introduzione, già compiuta in Giappone, del diritto civile tedesco. Nel 1894 le forze giapponesi, nel quadro della rivolta Tonghak, occuparono il palazzo reale ad Hanseong. Poiché l'allora regina Myeongseong si mostrava ostile alla politica giapponese, fu assassinata da sicari giapponesi e coreani un anno più tardi, l'8 ottobre 1895. L'11 febbraio 1896 il re Gojong, la sua nuova sposa, la principessa Eom Sunheon, ed il principe ereditario Sunjong cercarono rifugio nell'ambasciata russa, che abbandonarono poi nel 1897 in seguito alla proclamazione di un Impero della Grande Corea, attraverso cui fu ufficialmente posta fine alla dinastia Joseon.

### Guerra russo-giapponese e protettorato giapponese
Dopo la prima guerra sino-giapponese il Giappone dovette di nuovo restituire alla Cina la penisola di Liaodong davanti alla Corea, per esso strategicamente preziosa. Questo accadde a causa delle pressioni internazionali nell'intervento di Shimonoseki. La Cina affittò la penisola alla Russia, che voleva costruire un porto marino libero dai ghiacci a Port Arthur. Il Giappone però interpretò questo come una minaccia alla sua sfera d'interessi. Le tensioni aumentarono quando la Russia cercò di rafforzare la sua egemonia sulla penisola coreana e stazionò delle truppe nella Manciuria. La conseguenza fu lo scoppio nel 1904-05 della guerra russo-giapponese, al termine della quale, il 5 settembre 1905, la Russia sconfitta accettò nel Trattato di pace di Portsmouth, tra le altre cose, che la Corea diventasse area d'interesse giapponese.

Bandiera del Residente generale

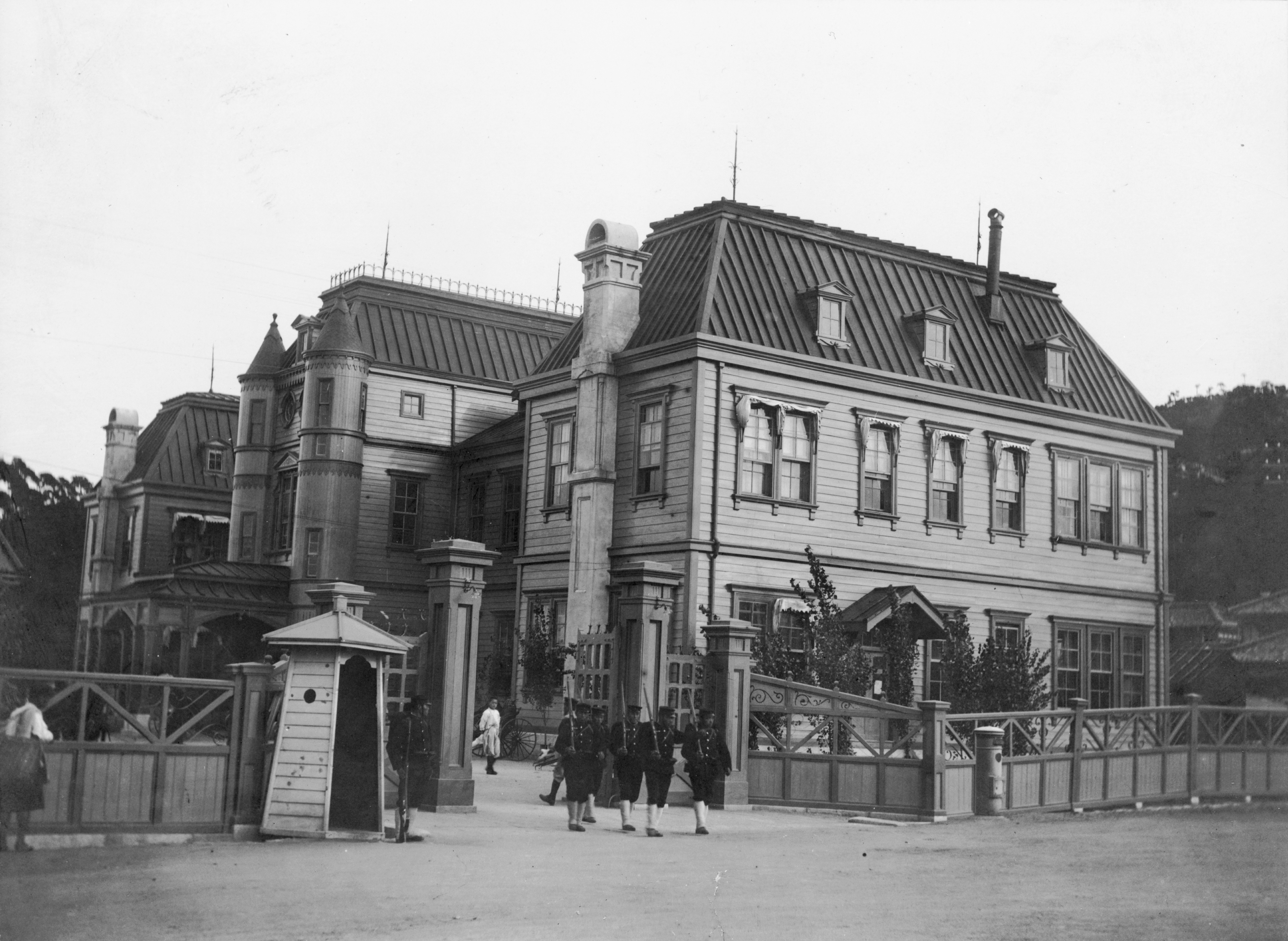
Sede del Residente generale

Come conseguenza il 17 novembre 1905 ad Hanseong fu concluso il trattato dell'Eulsa, mediante il quale la Corea diventava un protettorato giapponese. Del resto la casa regnante coreana fu integrata nella famiglia imperiale giapponese con "diritto di successione reciproco" insieme al matrimonio del principe ereditario posteriore Yi Eun con la principessa giapponese Masako Nashimotonomiya, mentre dietro al governo coreano stava l'amministrazione giapponese del residente generale Terauchi Masatake. Questi prese su di sé la rappresentanza estera della Corea, l'amministrazione interna e le forze armate. Tuttavia il re Gojong si rifiutò per il momento di riconoscere il trattato, egli sosteneva di non avere sottoscritto il trattato, ma che da parte giapponese gli era stato rubato l'anello con sigillo e che in questo modo si era giunti ad una sottoscrizione illegale. La lamentela del re Gojong davanti alla conferenza internazionale di pace a L'Aia fu respinta nel giugno 1907 con la motivazione che egli non possedeva alcun diritto come sovrano di uno stato, al che il re, dopo un'intimazione da parte del generale residente Itō Hirobumi, si vide costretto all'abdicazione.
Sotto l'amministrazione del protettorato i funzionari giapponesi rilevarono l'amministrazione ed i tribunali ed introdussero regole amministrative giapponesi, la polizia e l'esecuzione della pena furono ugualmente giapponesizzati, l'esercito coreano fu disarmato e sciolto. Nel giugno 1910 la polizia militare giapponese ottenne un comandante in capo, che deteneva anche il controllo sulla polizia civile. Ciononostante si formò una resistenza anche violenta contro il dominio giapponese, proveniente in particolare dalle scuole confuciane e dai gruppi giovanili. Si formò, anche se male armato, un esercito partigiano, che oltre ad attentati alle stazioni ferroviarie e telegrafiche coinvolse in azioni militari anche l'esercito coloniale giapponese, ma da ultimo i partigiani dovettero ripiegare verso Gando, a nord dello Yalu (oltre a 21.000 cinesi, nel 1908 vivevano in questa regione contesa tra la Cina e la Corea 83.000 coreani), dove condussero una resistenza fino al 1915.

## Periodo coloniale

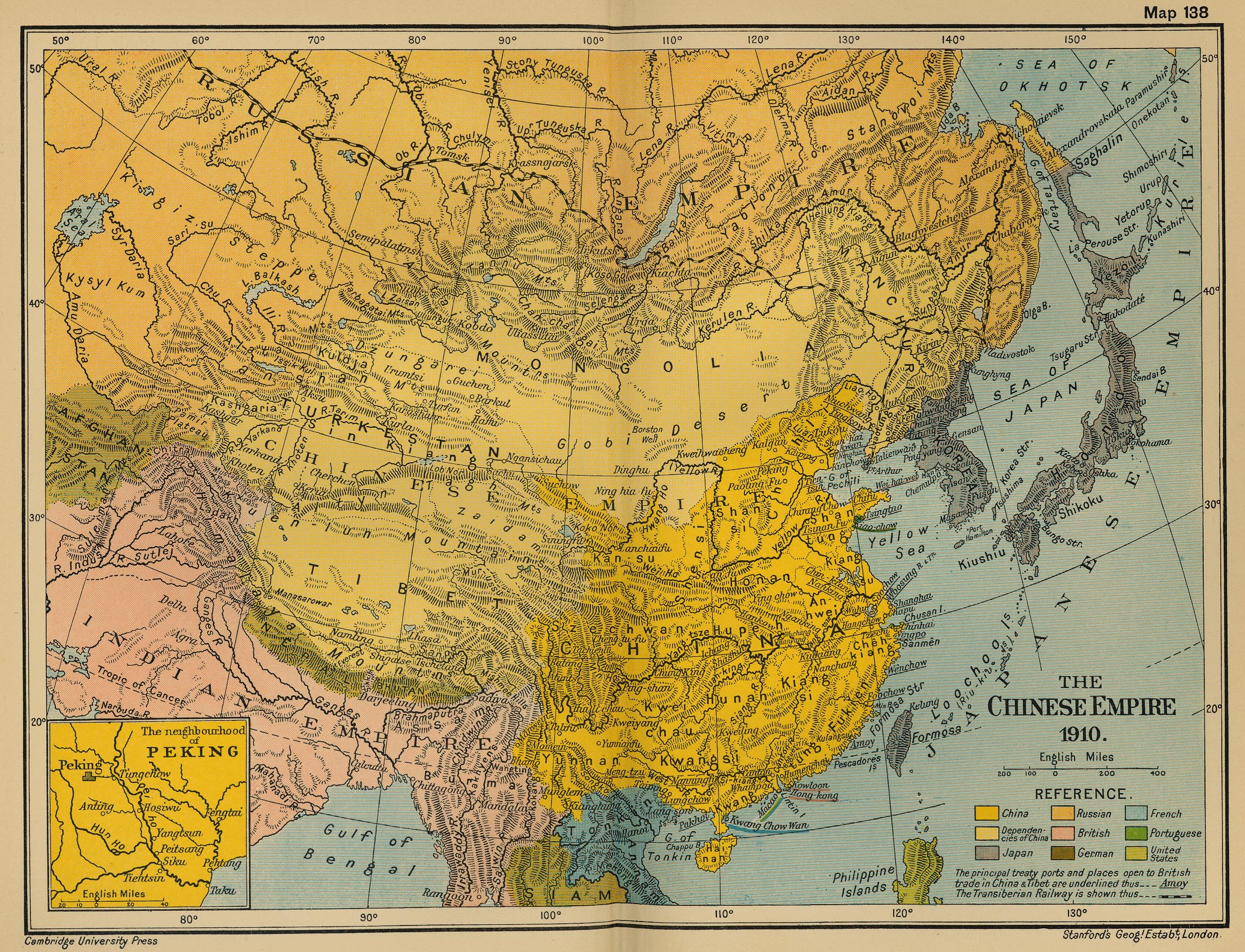
Sulla carta (1910) è disegnato il territorio statale dell'Impero giapponese (colorato in grigio). Esso abbracciava tra l'altro la penisola coreana come nuova provincia di Chōsen.

### Annessione della Corea come provincia giapponese

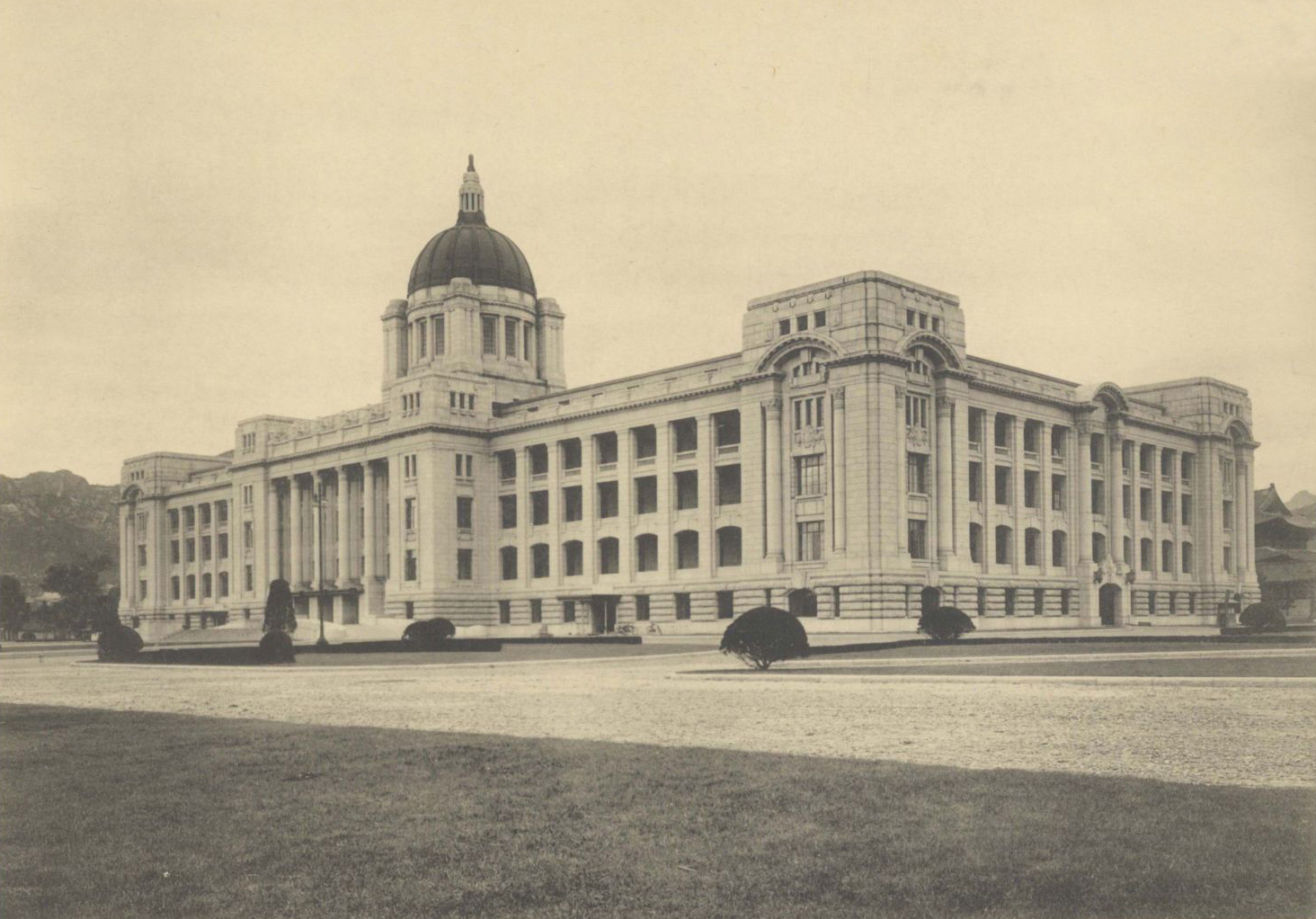
Sede del governatore generale

L'influente politico giapponese Itō Hirobumi il 26 ottobre 1909, nel corso di un viaggio in Manciuria ad Harbin, fu assassinato dal nazionalista coreano An Jung-geun.
Il 22 agosto 1910 fu firmato il trattato di annessione nippo-coreano e una settimana dopo, il 29 agosto, l'imperatore Sunjong lasciò il trono.
Il nuovo governatore generale fu insediato, anche dal punto di vista formale, come comandante supremo, venendo in questo modo l'intera Corea annessa come provincia giapponese sotto il nome di Chōsen (giapp. 朝鮮; cor. 조선, Joseon). Accanto ad un grosso schieramento della polizia militare, fu allora stazionata a Chōsen anche una divisione dell'esercito imperiale, che nel 1915 fu poi rinforzata con un'ulteriore divisione.
La presenza di abitanti di stirpe non coreana salì tra il 1906 ed il 1935:
- 1906: 39.000
- 1910: 171.543
- 1920: 346.000
- 1925: 424.700
- 1930: 527.016
- 1935: 619.000

La maggior parte di queste persone provenivano da altre parti dell'Impero giapponese, ma molti dalle isole maggiori dell'arcipelago giapponese.

### Società e cultura
Non tutti i diritti che spettavano ai giapponesi di stirpe nipponica furono salvaguardati anche per quelli che allora, a partire dal 1910, erano divenuti giapponesi di stirpe coreana. Questo comprendeva tra l'altro il diritto di riunione e di organizzazione, la libertà di parola ed una stampa indipendente: tutti i giornali e le riviste coreane nel 1910 dovettero sospendere le loro pubblicazioni, cosicché oltre ad uno in lingua coreana, rimasero un giornale inglese ed un paio giapponesi, che erano pubblicati dal governo della provincia con riserva di censura.

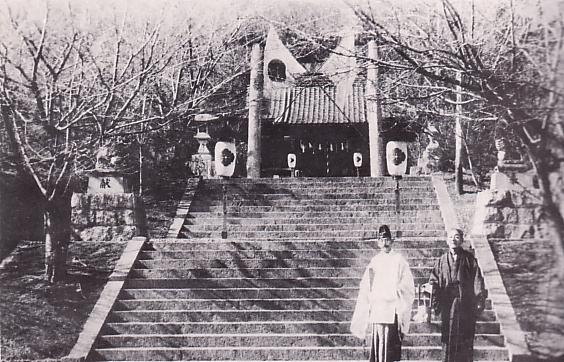
Il santuario scintoista dell'epoca a Masan

Con l'incorporamento nell'Impero giapponese fu introdotto anche lo scintoismo come religione di Stato e stabilito il dovere di partecipazione quotidiana alle offerte in templi costruiti a tal fine e l'inchino verso est, la sede dell'Imperatore celeste. Oltre a ciò il calendario cinese fu sostituito con il calendario gregoriano, abituale nel mondo occidentale. Inoltre la lingua giapponese divenne unica lingua nazionale e fu quindi elevata a lingua per l'insegnamento e l'amministrazione.

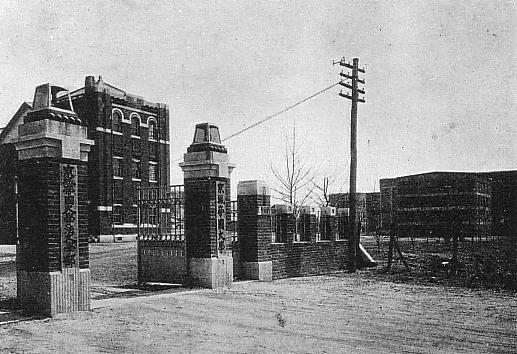
Una foto dell'Università Imperiale di Keijō dell'epoca, fondata nel 1924

A partire dal 1886, dunque ancora sotto la dinastia Joseon, si svilupparono – in parte su iniziativa di missionari cristiani stranieri – scuole per ragazze, nelle quali le allieve ricevevano una formazione occidentale. Su questo si formò nel 1898 la società Chanyanghoe (讚揚會). Il dominio giapponese consentiva d'altra parte un ulteriore, accresciuto ammorbidimento di strutture sociali prima relativamente più rigide, in particolare un cambiamento dei ruoli di genere: fu introdotto il sistema scolastico giapponese con il suo programma, che consentì un'istruzione per l'intera popolazione di Chōsen, e non solo, come precedentemente in Corea, per i ceti elevati aristocratici. L'attuale Università Femminile Ewha ha origine da una scuola femminile. Le donne conseguivano un reddito e potevano elevarsi socialmente grazie all'istruzione e alla professione più facilmente che sotto la dinastia Joseon. Il quotidiano Maeilsinbo pubblicò il 21 luglio 1931 una statistica, secondo la quale nella prefettura della capitale vi erano 9.779 operai maschi a fronte di 3.337 operaie femmine, che erano numerose soprattutto tra le classi d'età più giovani. Negli anni 1920 furono fondate le prime organizzazioni attive per le donne, che incontrarono in parte buona adesione.

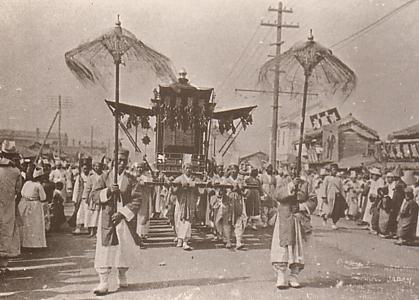
Processione funebre per re Gojong

Dopo la morte dell'ultimo re Gojong nel gennaio 1919 vi furono in tutto il paese insurrezioni antigiapponesi, che culminarono nella dichiarazione d'indipendenza da parte del Movimento del 1º marzo 1919. Immediatamente dopo la proclamazione dell'indipendenza la rivolta fu stroncata nel sangue: vi furono ufficialmente 553 uomini uccisi e 185 feriti. Come conseguenza della repressione della protesta, si costituì quasi immediatamente dopo, il 10 aprile 1919, a Shanghai un governo in esilio coreano, con la partecipazione di Rhee Syng-man e Kim Gu. Solo la Seconda Internazionale con una risoluzione della Conferenza di Lucerna del 2-9 agosto 1919 prese le parti del Chōsen ormai incorporato nell'Impero giapponese ed esortò la Società delle Nazioni ad accogliere la "Corea" come membro. L'11 dicembre 1941 questo governo in esilio dichiarò guerra al Giappone e combatté fino alla fine con il suo Esercito coreano di restaurazione della Cina insieme agli Alleati contro l'esercito giapponese.

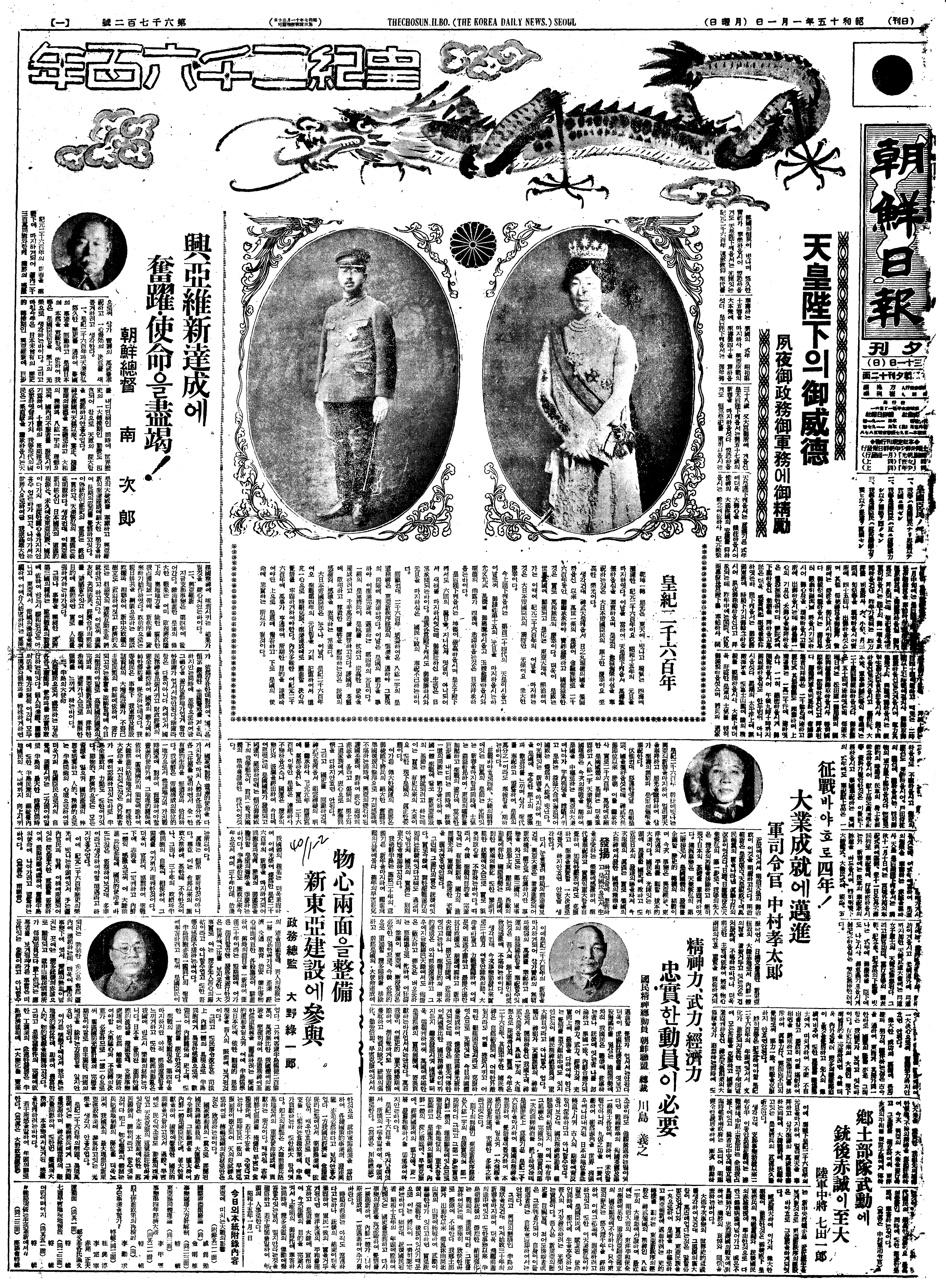
Copia del 1º gennaio 1940 del quotidiano Chōsen Nippō, apparso per la prima volta il 5 marzo 1920. Il giornale fu pubblicato in lingua coreana.

Tuttavia dal governo della provincia fu ottenuto un allentamento dalla politica coloniale: così quando in agosto con l'ammiraglio Saitō Makoto fu nominato un nuovo governatore generale, il suo secondo collega fu un civile. Saitō si pronunciò a favore della difesa della cultura e delle tradizioni coreane e del benessere sociale e volle mettersi al servizio della felicità degli abitanti del Chōsen. Temporaneamente la lingua coreana fu di nuovo ammessa come lingua d'insegnamento e alcuni abitanti di stirpe coreana furono ammessi a partecipare all'amministrazione del nuovo governatore generale. In seguito la polizia fu aumentata di 10.000 uomini, ma in compenso la polizia militare giapponese, che fino ad allora si occupava dell'ordine pubblico, fu sostituita con una polizia civile. Anche la stampa fu interessata dalle agevolazioni. Nel corso degli anni 1920 il numero dei giornali di lingua coreana aumentò a cinque, tra cui i quotidiani Dōa Nippō (letteralmente "Asia orientale giorno per giorno") e Chōsen Nippō (lett. "Corea giorno per giorno"), fondati nel 1920 a Keijō. Nella prima metà degli anni '20 arrivò sul mercato il primo periodico femminile, il Yeojagye, negli anni 1930 seguirono periodici femminili moderni sul modello di quelli giapponesi, ad esempio Yeoseong dell'editore del Chosun Ilbo.

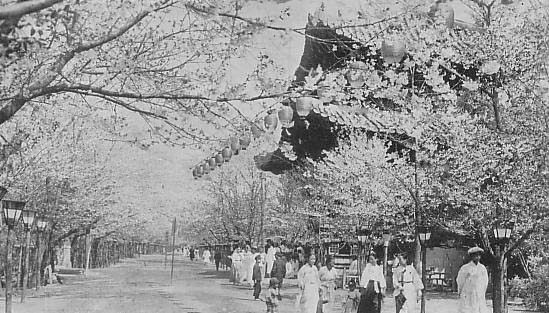
Il parco Shōkei intorno al 1930

La residenza del governatore generale fu costruita nel 1926 sull'area del palazzo reale Gyeongbokgung (allora chiamato 景福宮 Keifukukyū secondo la pronuncia giapponese dei caratteri cinesi impiegati), in precedenza parzialmente demolito. Essa si elevava sull'asse visivo palazzo-città. La Corea del Sud demolì l'edificio (utilizzato dopo l'indipendenza dal Giappone come parlamento e museo nazionale) con una festa popolare il 15 agosto 1995, esattamente cinquant'anni dopo la capitolazione dei giapponesi nella seconda guerra mondiale. Sull'area del palazzo reale Changgyeonggung (allora chiamato secondo i caratteri cinesi 昌慶宮 Shōkeikyū) furono allestiti dal governo giapponese della provincia uno zoo, un giardino botanico (il parco Shōkei) ed un museo. Il governo sudcoreano nel 1983 lasciò lo zoo ed eliminò il giardino botanico.
Tuttavia vi erano sempre proteste, soprattutto quando si verificavano soprusi da parte di quelli di stirpe giapponese, come ad esempio il 30 ottobre 1929 a Gwangju: alcuni giovani studenti di origine giapponese corteggiarono studentesse di origine coreana e scoppiò rissa con altri studenti di origine coreana; quando questi ultimi furono condannati, mentre quelli di discendenza giapponese rimasero impuniti, scoppiarono disordini nelle scuole; dei 54.000 studenti coinvolti 1.642 furono arrestati, 2.330 furono temporaneamente espulsi, 582 dovettero abbandonare definitivamente le scuole. Venti anni dopo l'inizio dell'annessione all'Impero giapponese questo dimostrava l'insuccesso degli sforzi giapponesi di ottenere una Corea "non violenta".

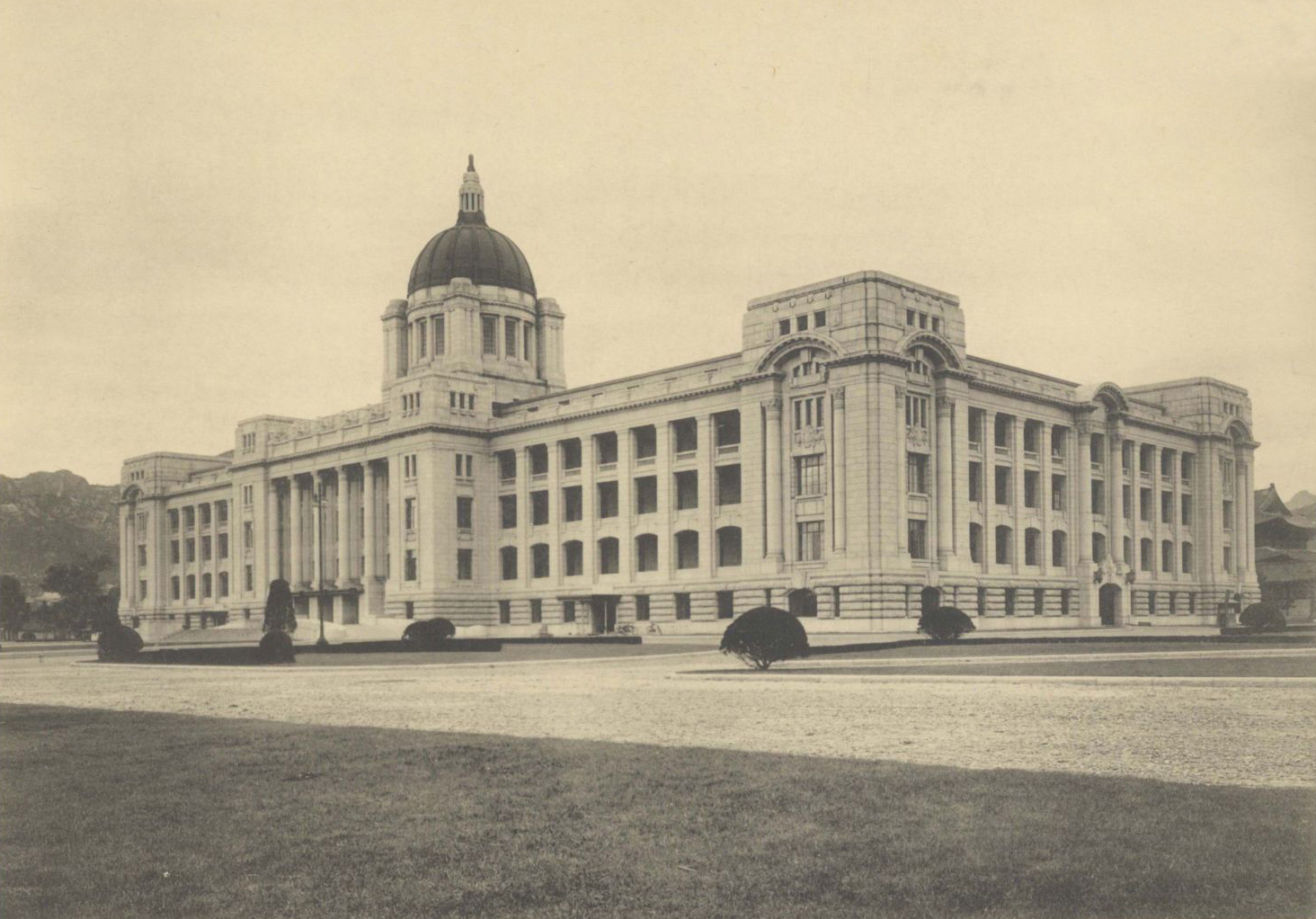
Sede del governatore generale a Keijō

Molte delle agevolazioni sopra citate furono revocate con l'inizio della seconda guerra sino-giapponese del 1937 e della successiva seconda guerra mondiale e furono in parte ripristinati i vecchi regolamenti. In parziale contrasto con la politica seguita nei decenni precedenti, il governo locale sotto il governatore generale Minami tentò di introdurre la cultura e la mentalità giapponese anche nel Chōsen. La politica di assimilazione totale condotta sotto il motto Nae-son-il-chae ("Nae" = interno, Giappone; "son" = Corea di Choson; "Il" = uno; "Chae" = corpo) avrebbe dovuto assicurare le risorse necessarie alla guerra, condotta su più fronti a partire dall'attacco di Pearl Harbor, soprattutto uomini per l'esercito e l'industria. Il governatore generale Minami, in un discorso del 1939, spiegò come segue il motto "Nae-son-il-chae": «La Corea ed il Giappone devono diventare una cosa sola nell'aspetto, nello spirito, nel sangue e nella carne»; l'obiettivo era alla fine una completa uguaglianza dei coreani con i giapponesi, ogni discriminazione anche all'interno dell'esercito veniva abolita. D'altra parte però Minami era consapevole, come è evidente da un discorso del 1942 a Tokyo, delle difficoltà dell'assimilazione: "I coreani sono, in base alla visione del mondo, ai rapporti umani, agli usi e alla lingua, un popolo completamente diverso. Perciò il governo giapponese deve pianificare la politica coloniale nella piena consapevolezza di questo fatto." Dietro ciò stava la convinzione "che i giapponesi, ai quali i coreani hanno guardato ogni volta, devono essere sempre qualche passo avanti. Allora i giapponesi sono chiamati a istruire e guidare sempre i coreani, e questi devono seguire con riconoscenza ed obbedienza i Giapponesi che marciano avanti.“ Questa politica si manifestava nella vita quotidiana a Chōsen: a partire dal 1938 l'uso della lingua coreana venne allora vietato anche nell'ambito privato e attraverso una condotta da spie sorvegliato perfino nella cerchia familiare. Anche la cultura coreana del passato fu danneggiata: ad esempio, fu proibito l'abito coreano tradizionale, l'hanbok. A partire dal febbraio 1940 i nomi coreani furono convertiti in nomi giapponesi; il piano, della durata di soli sette mesi, alla fine dell'aprile 1940 portò allo scarno risultato di appena il 7,6 % di coreani registrati con nomi giapponesi, ma poiché le tessere annonarie, i recapiti postali, le assegnazioni di lavoro e l'accettazione di domande ufficiali erano concesse ancora solo a persone con nomi giapponesi, molti cedettero alla pressione; nell'agosto 1940 il 79,3 % della popolazione era registrata con nomi giapponesi.
A causa della provvidenziale resa del Giappone nella seconda guerra mondiale e della quasi immediata scorporazione del Chōsen dall'Impero giapponese, la politica del Nae-son-il-chae non poté mai essere interamente completata e per questo non si creò l'uguaglianza tra gli abitanti di stirpe giapponese e coreana, così fino alla fine del dominio coloniale giapponese il divieto sempre in vigore di matrimoni tra questi due gruppi di popolazione non fu mai abolito.

### Economia

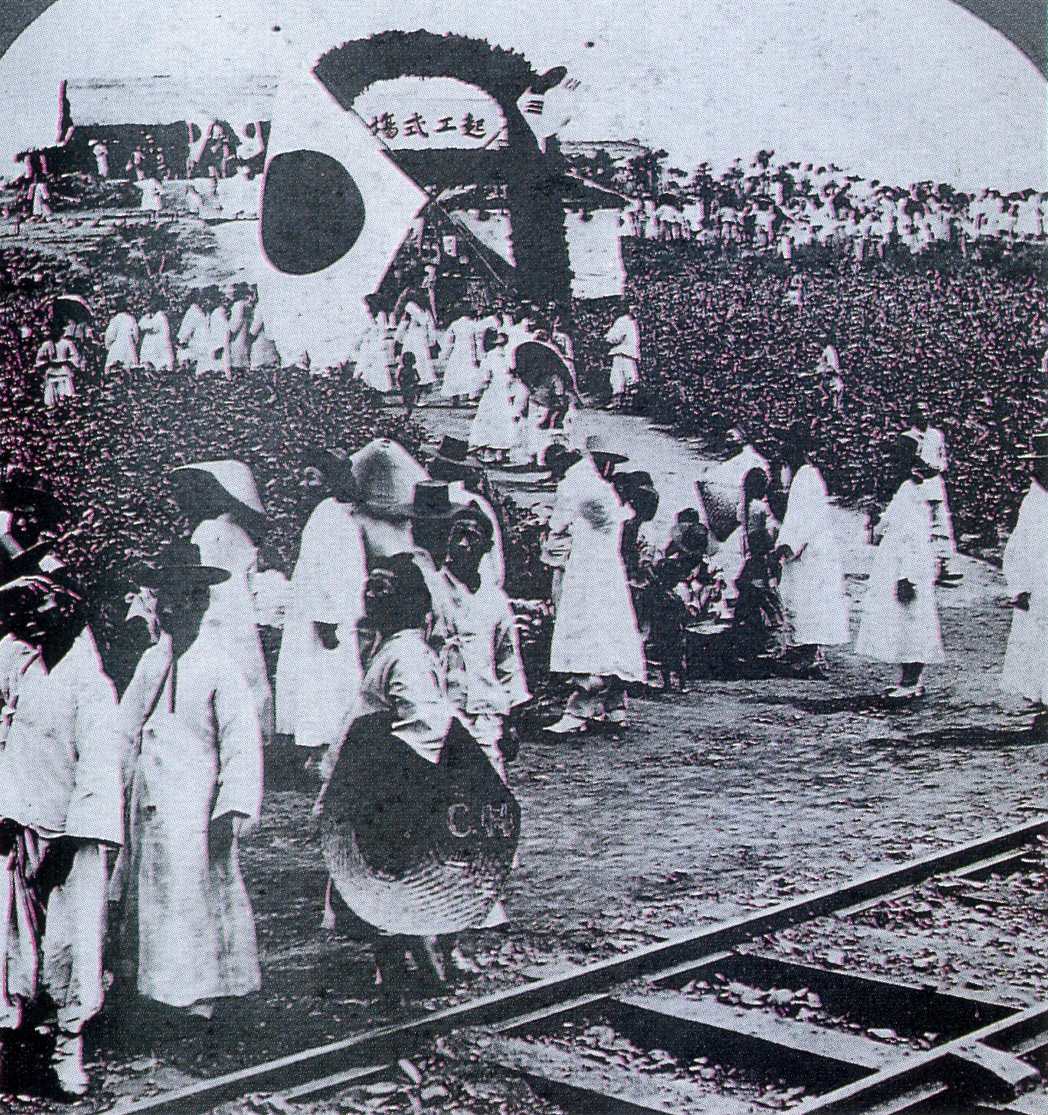
Apertura della ferrovia da Seul a Busan

Nel trattato di Ganghwa del 1876 il Giappone impose alla Corea le stesse condizioni per il commercio estero cui sottostò nel trattato di amicizia e commercio nippo-americano del 1858: scambio di diplomatici, apertura di tre porti per il commercio, permesso di commerciare e vivere in questi porti ai cittadini giapponesi, garanzia che queste persone rimanessero sotto la sovranità giuridica giapponese, nonché dazi d'importazione ridotti al minimo per le merci giapponesi.
Nel 1905 la Corea con il trattato dell'Eulsa affidò completamente il proprio commercio estero al Giappone, poi nel 1910 con l'annessione all'Impero giapponese anche il commercio interno. A quel tempo la Corea possedeva un commercio interno estremamente debole, il Giappone ricostruì dunque il Chōsen dal punto di vista economico in modo radicalmente nuovo e finalizzato: il sud della penisola era meno adatto per l'estrazione di energia e risorse naturali, cosicché la creazione dell'industria si concentrò maggiormente al nord e nel sud favorito dal clima fu incoraggiata l'agricoltura. Lo sviluppo dell'agricoltura nel Chōsen meridionale come nuovo "granaio" doveva anche aiutare ad industrializzare ulteriormente le altre regioni dell'Impero giapponese (in particolare le principali isole giapponesi) e a superarne la struttura di impronta agricola con l'80% della popolazione contadina. Lo squilibrio regionale della struttura economica formatosi in tal modo condusse, da un lato, ad una migrazione sud-nord all'interno del Chōsen e dall'altro all'emigrazione di molti uomini dalla regione meridionale della provincia nella Cina imperiale, nelle Hawaii e nelle altre parti dell'Impero giapponese.
La ricostruzione del Chōsen doveva servire prioritariamente alle forze armate e fino al 1937 circa al benessere della popolazione sulle principali isole giapponesi (dopo il 1937 circa valse per l'intero impero in regime di guerra il motto "Il lusso è nostro nemico!!" -in giapponese ゼイタクは敵だ!!, Zeitaku wa teki da!!-), mediante il quale nella divisione delle commesse furono privilegiate in primo luogo le ditte con un titolare di origine giapponese. Così un anno dopo nel Chōsen erano state fondate 110 imprese, attive nel commercio e nell'industria, di queste 101 avevano proprietari di origine giapponese; a queste si aggiungevano 19 imprese di origine giapponese con filiali nel Chōsen. Questo andamento fu spinto ulteriormente in senso unilaterale attraverso la chiusura di due grandi e avviate imprese coreane, la "Korean Land and Maritime Transportation Company" e la "Korea Hide Company", come pure dalla nazionalizzazione (e dalla conseguente modernizzazione) della produzione di ginseng e dell'industria mineraria.
Furono realizzate linee ferroviarie (e strade) per lo sfruttamento dell'intero paese. L'infrastruttura costruita in questo periodo giocò e gioca ancora oggi un ruolo importante per lo sviluppo economico del Chōsen e dei due odierni stati della Corea del Nord e del Sud, nella misura in cui non fu distrutta durante la Guerra di Corea dal 1950 al 1953. Questo valeva, o meglio vale, in particolare per l'odierna Corea del Nord.

#### Agricoltura

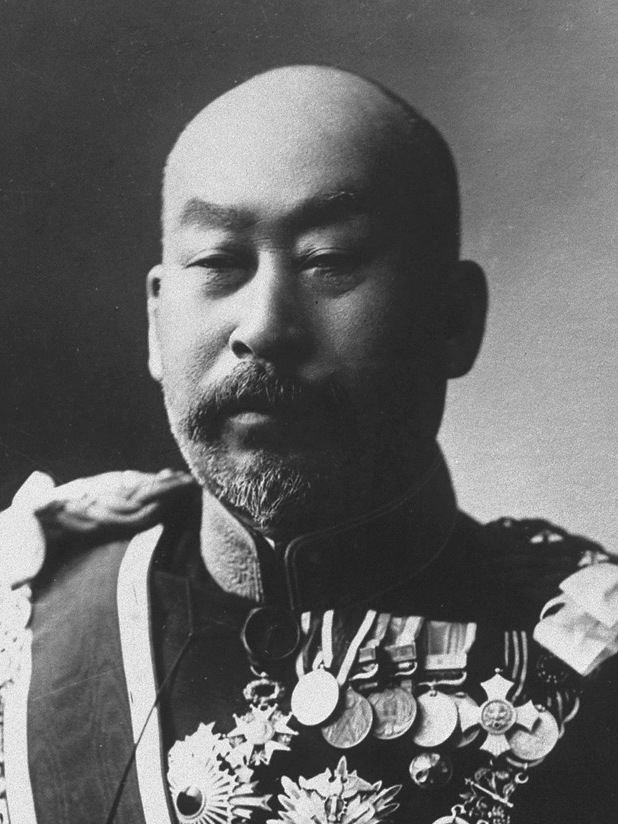
Masatake Terauchi, il primo Governatore generale della Corea, ripristinò il preesistente sistema coreano di proprietà terriera.

A partire dal 1912 ebbe luogo da parte del governo giapponese della provincia un'accresciuta espropriazione, soprattutto ai danni dei piccoli contadini. Attraverso nuove misurazioni ed ispezioni fondiarie del suolo utilizzabile per l'agricoltura, questa avvenne in primo luogo a favore della "Eastern Real Estate Corporation". Tutta la terra con situazioni proprietarie incerte spettò a questa società, fondata nei primi anni dopo l'annessione, e fu poi ceduta ad immigranti di origine giapponese e ad abitanti della provincia di origine coreana favorevoli al Giappone. Così nel 1916 il 36,8%, nel 1920 il 39,8% e nel 1932 il 52,7% dei terreni coltivabili della provincia del Chōsen erano registrati come appartenenti a proprietà di origine giapponese. Il quantitativo di riso disponibile nella provincia scese tra il 1912 ed il 1918 da circa 2,3 a circa 1,8 litri a persona.
Come "granaio" dell'impero il Chōsen doveva provvedere ad assistere tutte le rimanenti province, perciò durante gli anni (mediante direttive di piano, per lo più crescenti) sempre più riso fu esportato nelle altre province giapponesi: ad esempio, nel 1919 la quota di vendita del riso era circa 1/6 della produzione totale (corrispondente a 64,7 milioni di cespi di riso).
A causa del calo del quantitativo disponibile di riso e del fabbisogno sempre più elevato (anche per le condizioni della guerra) nelle altre province dell'impero, l'agricoltura negli anni 1930 fu finalizzata in misura crescente alla produzione di riso, mentre fu soppiantata la tradizionale agricoltura contadina basata su ortaggi come cavolo, radicchio, aglio e scalogni, su un po' di allevamento di bestiame (per l'autoconsumo e come canone d'affitto) e – per quanto possibile nel più caldo sud – sull'allevamento del baco da seta. Le superfici di coltivazione del riso furono ampliate da 3,68 milioni (1919) a 4,29 milioni di acri, mentre la superficie totale di coltivazione agricola crebbe da 10,8 a ca. 11 milioni di acri.
Anche se l'obiettivo del piano per aumentare il raccolto di riso di circa il 75% era lungi dall'essere raggiunto, l'export nelle altre province dell'impero aumentò come programmato, così intorno al 1933 più della metà del raccolto veniva ceduta. Il mancato raggiungimento dell'obiettivo dipendeva tra l'altro dalla crescita della popolazione del Chōsen da 17 a ca. 23 milioni di persone.
Le monocolture risicole condussero alla dipendenza agricola unilaterale dei contadini, che in caso di cattivo raccolto o anche solo di raccolti inferiori finivano in miseria, tanto più che ai canoni di affitto si aggiungevano i costi per il fertilizzante ed il trasporto. Questo portò a molti abbandoni delle fattorie; nel 1939 solo 340.000 nuclei familiari dopo l'abbandono delle loro fattorie praticavano "agricoltura nomade" attraverso il dissodamento con incendio in regioni montuose isolate. In questo modo ulteriori porzioni di terreno agricolo finirono nelle mani di persone di stirpe giapponese.
Anche la pesca fu in gran parte rilevata da (piccole) imprese di origine giapponese, la flotta modernizzata e la gestione intensificata, così negli anni di picco furono attivi davanti alle coste del Chōsen più di 90.000 pescatori. Una cosa simile valeva per l'economia forestale.

#### Industria e attività mineraria
Se la colonizzazione della Corea originariamente era interessata sotto l'aspetto militare come zona di schieramento contro la Cina - in particolare là in Manciuria - e la Russia e dal punto di vista economico come mercato per i prodotti dell'industria, lo sfruttamento industriale avanzò in primo piano solo negli anni 1920: salari bassi e tempi di lavoro lunghi promettevano alte rendite agli investitori nel settore della produzione dell'energia (energia idroelettrica) e dell'industria chimica (per i fertilizzanti e soprattutto le munizioni). Conformemente al fabbisogno militare, l'industria chimica a partire dal 1925 quadruplicò la sua produzione, oltre a cui furono ricavati, soprattutto nel nord del Chōsen, acciaio, carbone, tungsteno e piombo. Le maestranze industriali salirono da 50.000 operai (1911) a 1,5 milioni di operai (1945), la maggior parte dei quali obbligati a ciò con la forza. Mediante le reti di trasporto, di distribuzione dell'energia e di comunicazione l'Impero giapponese rese accessibile (per sé) la provincia. Queste reti e complessi di distribuzione, nella misura in cui non furono distrutti in guerra, poterono essere riutilizzati dopo il 1945 per gli usi coreani.

### Lavoro forzato, reclutamento forzato e prostituzione forzata
La potenza coloniale a partire dal 22 febbraio 1938 reclutò coreani per le forze armate giapponesi, in particolare per la fanteria. All'inizio qui si fu - analogamente alla Germania nazista per ragioni ideologiche di razza - molto contenuti e si ammisero solo pochissimi dei "volontari", così ad esempio nel 1938-39 solo 1.280 su 15.294 candidati, ma questo cambiò dopo l'estensione delle occupazioni militari, anche se più essenziale restò la questione del lavoro forzato.
A partire dal 1938 centinaia di migliaia di giovani di entrambi i sessi furono reclutati forzatamente nel servizio nazionale del lavoro, che comprendeva circa 750.000 unità, e dovettero - similmente ai lavoratori forzati di tutta Europa in Germania – sostituire nelle miniere e nelle fabbriche del Giappone i giapponesi inviati in servizio militare. Nel loro limitato tempo libero erano poi obbligati a visitare santuari shintoisti e a pregarvi per il successo della sacra missione del Giappone in Asia e per la vittoria sulla Cina. Il giorno della capitolazione ca. 2,3 milioni di coreani vivevano in Giappone, assai più del 30% delle vittime dei bombardamenti atomici di Hiroshima e Nagasaki furono lavoratori forzati coreani: 40.000 su 140.000 morti e 30.000 vittime delle radiazioni.
La popolazione rimasta nel Chōsen fu contemporaneamente organizzata in truppe di vicinato, che comprendevano dieci famiglie e si incaricavano della riscossione delle imposte e di altre tasse. Mentre così il riso coltivato in Corea veniva riscosso come tassa in natura - come era abituale nel Giappone premoderno –, queste truppe di vicinato distribuivano alla popolazione orzo e altri alimenti inferiori per il sostentamento. Ugualmente per lo sfruttamento servivano anche manifestazioni periodiche come la "giornata patriottica" creata nel 1937 e la "giornata al servizio della crescita dell'Asia", che furono unificate nel 1939: il primo giorno di ogni mese era dedicato alla giornata del lavoro obbligatorio collettivo della popolazione del Chōsen per la seconda guerra mondiale.
A partire dal 1940 e nuovamente in misura maggiore a partire dall'ottobre 1943, la politica coloniale si inasprì: migliaia furono condannati e messi in prigione in qualità di "criminali del pensiero", "persone non gradite" e "ribelli".
Sulla scia di questa mobilitazione lavorativa centinaia di migliaia di lavoratori esperti furono deportati per il lavoro forzato nei centri industriali coreani e giapponesi ed in seguito obbligati anche ad una visita medica; circa 50.000 coreani – malgrado grandi dubbi circa la loro affidabilità e solo dopo un ampio esame di quasi 350.000 persone – ne furono interessati. Particolarmente forte fu la pressione giapponese sui 6.500 (nel 1943) studenti coreani (uniche eccezioni: medicina e materie tecniche) in Giappone, 5.000 dei quali furono arruolati nell'esercito giapponese; molti fuggirono e si nascosero in Corea o nella Manciuria, finendo per la maggior parte davanti alla corte marziale. Parecchi dei "volontari" si sottoposero all'addestramento e al servizio nell'esercito giapponese nella speranza di poter servire, come soldati addestrati ed esperti, una futura Corea libera.
Dal Chōsen – come da altre regioni controllate dai Giapponesi – molte migliaia di ragazze e donne furono deportate al fronte e stuprate in fila per lunghi anni in bordelli per soldati; queste schiave del sesso, vittime di guerra furono chiamate eufemisticamente "donne di conforto". Dopo la fine della seconda guerra mondiale vissero frequentemente in Giappone e nella loro patria coreana come proscritte e nascoste. Solo le dimostrazioni negli anni novanta e la fondazione dell'organizzazione privata giapponese Asia Women's Fund in seguito alle confessioni di ex ufficiali giapponesi, hanno fatto conoscere la loro sorte ad un pubblico più vasto. Poiché tutt'oggi il governo giapponese non riconosce una responsabilità statale e non apre gli archivi governativi, la valutazione delle cifre si basa su stime che (complessivamente per tutta l'Asia) variano da 50.000 a 300.000, gran parte delle quali si suppone venisse dalla Corea.
Il Giappone voleva dare l'impressione che la Corea, a seguito di una confederazione, dal 1910 fosse parte integrante e corrispondentemente dotata di pari diritti dell'Impero giapponese. Tuttavia soltanto un solo coreano apparteneva alla Camera dei pari giapponese nel 1944 e nello stesso anno un solo coreano divenne membro della Camera dei deputati. Nel complesso, 54 Coreani appartenevano all'amministrazione del governatore generale in Corea.

### Resistenza politica e militare coreana

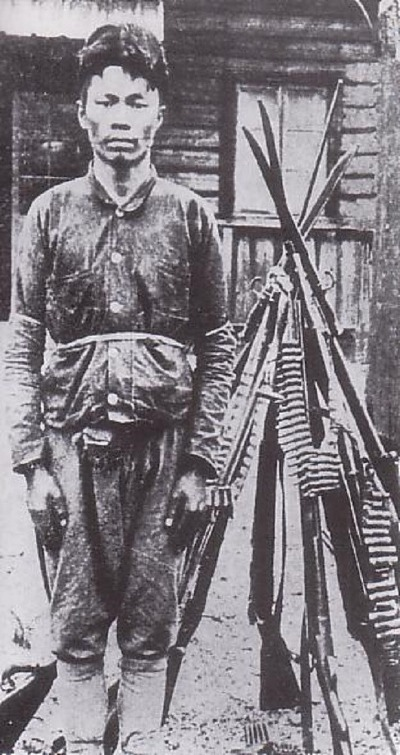
Combattente per l'indipendenza coreana in Manciuria

Dopo il fallimento dell'esercito volontario nel 1915, in Manciuria a partire dal 1920 si formò, con il contributo del governo provvisorio coreano (Daehan Min-guk Imsi Jeongbu), fondato a Shanghai nel 1919, un esercito regolare, che da un lato combatteva contro l'occupazione giapponese nel territorio della regione estremo-orientale della Russia sovietica e che dopo l'espulsione dei giapponesi fu assorbito con la forza nell'Armata Rossa, dall'altro combatteva con maggiore successo nella Manciuria contro l'Armata del Kwantung, ad esempio nella battaglia di quattro giorni presso Cheongsan-ri nell'ottobre 1920.
La conquista della Cina del Nord nella e dopo la seconda guerra sino-giapponese tagliò i rifornimenti per l'esercito volontario coreano. Rimaneva ancora soltanto la possibilità di attentati dalla clandestinità, in particolare da parte della Legione patriottica coreana (시설당) fondata nel 1930 da Kim Gu, presidente (a partire dal 1927) del governo provvisorio in esilio:
- fallito attentato con granate dell'8 gennaio 1932 contro l'imperatore Hirohito a Tokyo da parte di Lee Bong-chang;
- attentato con bomba del 28 aprile 1932 a Shanghai da parte di Yoon Bong-gil contro i capi militari delle truppe d'invasione in Cina, del quale restarono vittime tra gli altri i comandanti in capo della marina e dell'esercito.

Dopo il 1933 Chiang Kai-shek ammise cadetti coreani all'accademia militare cinese, così per la prima volta dal 1905 divenne nuovamente possibile l'addestramento regolare di ufficiali coreani. Solo dopo l'attacco giapponese di Pearl Harbor, in occasione del quale il governo provvisorio il 9 dicembre 1941 dichiarò guerra al Giappone e alla Germania, esso riuscì sotto Kim Gu a procurarsi l'attenzione internazionale dall'esilio cinese con l'Euro-American Liaison Committee (Comitato di collegamento euro-americano) a Washington, inviando osservatori alla Conferenza del Cairo del 1943, dove, su proposta di Chiang Kai-shek, fu deliberato un appello per l'indipendenza e l'autodeterminazione della Corea (Dichiarazione del Cairo). In seguito, anche in collaborazione con l'OSS americano, furono addestrate unità speciali nella regione del Pacifico con l'obiettivo di una missione anche per la riconquista e la liberazione della Corea.
Dopo il 1943 riuscì la formazione di unità coreane regolari, che combatterono dalla parte degli Alleati sul fronte cinese e su quello del Pacifico; inoltre emigranti e disertori coreani dall'esercito giapponese, sia individualmente sia in gruppo, facevano parte di eserciti isolati degli Alleati, così come i gruppi comunisti intorno a Kim Il-sung, comandante del battaglione presso la II Armata estremo-orientale dell'Armata Rossa.

### Inizi di un'amministrazione autonoma coreana
L'8 agosto 1945 l'Unione Sovietica dichiarò guerra al Giappone. L'Armata Rossa travolse la Manciuria con più di un milione di soldati, ma poi si arrestò ancora una volta davanti alla Corea, perché il carburante non era sufficiente. Anche l'esercito di liberazione coreano dalla Cina arrivò fino al territorio non coreano, quando il 15 agosto 1945 il Giappone capitolò in seguito ai bombardamenti atomici su Hiroshima e Nagasaki.
Dall'inizio dell'agosto 1945, perciò, l'amministrazione giapponese sotto il governatore generale della Corea Nobuyuki Abe preparò il trasferimento della colonia, non difendibile a lungo andare, ai coreani, per evitare un vuoto di potere e consentire una ritirata ordinata dei loro uomini. L'8 agosto il coreano Yeo Un-hyeong si dichiarò pronto ad avviare la ricostruzione di un'amministrazione autonoma coreana e a formare un governo. Questo fu il cosiddetto governo del popolo coreano con Yeo Un-Hyeong come vice primo ministro.

### Fine del periodo coloniale
Verso la fine della seconda guerra mondiale gli Stati Uniti e l'URSS non riuscirono a raggiungere un'intesa sul futuro della Corea. Già nella Dichiarazione del Cairo del 1943 era stato stabilito che la Corea dopo la capitolazione del Giappone avrebbe dovuto formare uno stato indipendente, tuttavia questo sarebbe dovuto avvenire solo dopo un certo periodo di transizione ("a tempo debito"), poiché entrambe le parti erano dell'opinione che il paese, dopo anni di dominio straniero, dovesse essere completamente ricostruito politicamente ed economicamente. I sovietici accettarono infine la proposta degli americani di dividere provvisoriamente la Corea lungo il 38º parallelo in due zone di occupazione: quella settentrionale doveva essere posta sotto amministrazione sovietica, mentre la metà meridionale sotto quella americana.
All'inizio gli americani avevano voluto lasciare completamente la penisola ai sovietici, dopo il bombardamento atomico di Hiroshima e Nagasaki, tuttavia, si decise di inoltrarsi fino al 38º parallelo.

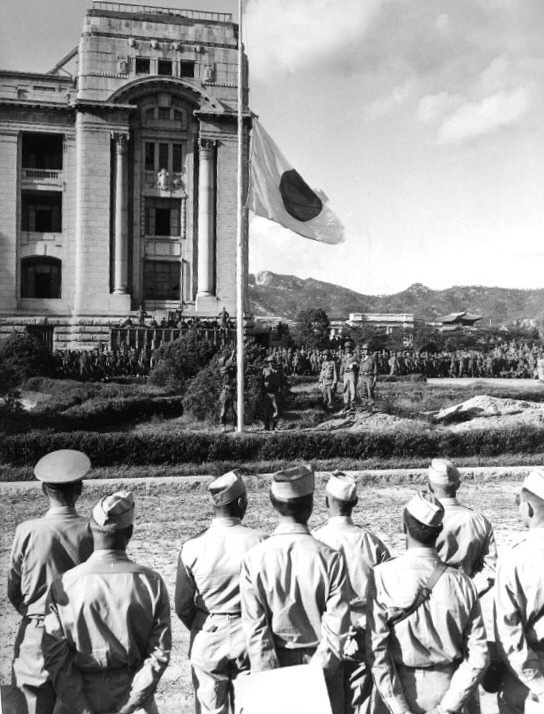
Con l'ammainamento della bandiera giapponese il 9 settembre 1945 davanti alla sede del Governatore generale a Keijō si compie il trasferimento ufficiale dell'amministrazione della parte meridionale della provincia del Chōsen agli Americani.

Dopo la resa del Giappone il 15 agosto 1945 l'Armata Rossa occupò quindi il nord della provincia del Chōsen e nello stesso vi insediò anche un'amministrazione civile sovietica. Gli americani, al contrario, sotto il comando del generale John R. Hodge, giunsero ad Incheon solo l'8 settembre, per occupare la parte meridionale. Secondo la proposta di Dean Rusk, tutti gli appartenenti alle forze armate giapponesi ancora rimasti nella colonia a nord del 38º parallelo dovevano arrendersi all'Armata Rossa, quelli a sud all'Esercito statunitense. Entrambe le potenze di occupazione rifiutarono un'amministrazione autonoma coreana.
Mentre il Giappone occupato ed il nord del Chōsen furono sottoposti ad amministrazioni civili, gli Stati Uniti nella loro zona di occupazione meridionale istituirono un'amministrazione militare. Abe, che il 9 settembre aveva tentato di uccidersi, ma poi si era arreso agli americani, fu deposto dalla sua carica di governatore generale solo il 12 settembre 1945. Dalla resa fino a quel momento il governo del popolo coreano aveva assunto l'amministrazione della provincia sotto supervisione giapponese. Anche dopo i funzionari coloniali giapponesi furono lasciati ancora nelle loro cariche, perché conoscevano molto bene la loro colonia.
Oggi sia nella Corea del Nord che in quella del Sud si considera il 15 agosto 1945 come giorno dell'indipendenza, anche se il Giappone mantenne la sovranità amministrativa per l'intera Corea, almeno nel sud, di fatto fino al 12 settembre 1945 e di diritto fino all'entrata in vigore del Trattato di pace di San Francisco il 28 aprile 1952.

## Lo sviluppo in due stati separati

### Amministrazione autonoma coreana contro mandato delle Nazioni Unite
Tra le potenze vincitrici vi era accordo per il rifiuto di una Corea autonoma: la conferenza dei ministri degli Esteri dal 14 al 23 dicembre 1945 a Mosca stabilì un'amministrazione fiduciaria da quattro a cinque anni ed un governo provvisorio sotto supervisione statunitense. Il governo degli Stati Uniti voleva tenere lontani i membri del governo del popolo sospettati di infiltrazione comunista, come pure i circoli nazionalisti di quella potenza, perciò dopo l'assunzione dell'amministrazione da parte degli americani il governo statunitense proibì il governo del popolo e le sue strutture. D'altra parte però non riconobbe neanche come rappresentanza coreana il governo provvisorio che ritornava dall'esilio con il suo presidente Kim Gu: il comandante in capo statunitense Hodge, infatti, dopo il suo arrivo rifiutò di incontrarne la delegazione.
Tuttavia il governo provvisorio, che continuò ad esistere fino alla nascita delle due Coree, e Kim Gu giocavano un ruolo notevole e Hodge mise l'uno contro l'altro lui e Rhee Syngman, che tornava dall'esilio statunitense. L'alleanza dei due avversari Rhe e Kim del 14 febbraio 1945 doveva di conseguenza impedire ai "comunisti" intorno a Yeo Un-Hyeon di stabilire un'ampia alleanza nazionale, tuttavia fallì: l'unità del bipartitico governo provvisorio si ruppe, la sua ala sinistra aderì alla nuova alleanza di sinistra. Oltre a ciò Kim non era disponibile per incarichi in una Corea non autonoma o divisa.
Il retroscena di questa vicenda era un cambiamento drammatico del quadro mondiale: i successi per il resto scarsi della Conferenza di Mosca, le dispute sull'Azerbaigian persiano, le dispute sulla Cina e sulla Corea indussero il presidente statunitense Harry Truman a scrivere una celebre osservazione, che termina con:
e che rappresentava l'inizio della politica del "contenimento", dunque l'inizio della "guerra fredda".

### Dispute coreane
In conseguenza di ciò l'influenza degli avversari coreani sul futuro destino della Corea era limitata, anche se le controversie che accompagnarono l'assassinio e l'omicidio doloso di quattro (in totale) presidenti di partito nel giro di quattro anni non dimostrarono una stabilità né un orientamento politico trasversale. Questo dissidio deve essere ricondotto anche alla politica del governo statunitense, che favorì Rhee, più facile da manovrare, e volle la creazione di due stati, di cui almeno uno sotto influenza statunitense (si vedano anche i successivi sviluppi in Germania).
L'alleanza tra Rhee e Kim si interruppe sulla questione dell'amministrazione fiduciaria e della fondazione perseguita dal governo degli Stati Uniti di uno Stato sudcoreano. Il tentativo di Kim Gu di arrestare lo sviluppo verso la divisione della Corea, mediante le conferenze intracoreane del 25 febbraio 1947 e del 20 aprile 1948, con gruppi del nord sotto la guida di Kim Il-sung, finì senza risultato. Dopo le elezioni del 10 maggio 1948 sotto la supervisione delle Nazioni Unite nella zona di occupazione statunitense, alle quali i raggruppamenti di sinistra non parteciparono, venne istituita la Repubblica di Corea (Corea del Sud), che succedette al governo provvisorio della Repubblica di Corea, mentre la Repubblica Democratica Popolare di Corea (Corea del Nord) proveniva da strutture del governo del popolo coreano, che non aveva proibito, bensì influenzato e guidato l'amministrazione sovietica nella sua parte di Corea.